# Trochosa tangerana
Trochosa tangerana este o specie de păianjeni din genul Trochosa, familia Lycosidae. A fost descrisă pentru prima dată de Roewer, 1960.
Este endemică în Morocco. Conform Catalogue of Life specia Trochosa tangerana nu are subspecii cunoscute.